# WinSxS
WinSxS，是Microsoft Windows操作系统目录下存放不同副本系统文件的仓库目录。最早起源于Windows XP，从该版本开始的Windows都会附带该目录。

## 用途
WinSxS位于%systemroot%\WinSxS，其中存放的是Windows系统文件以及DLL文件的若干个副本。由于应用程序可以使用同一个DLL文件，因此出于兼容性与还原至旧版本的考虑，系统会在这里存放多个不同版本的文件副本。
使用一些硬链接查看的工具可以发现，Windows当中的大部分系统文件都是该目录下文件的硬链接。因此该目录是系统正常运行不可或缺的。